# Джурф ас-Сахр
Джурф ас-Сахр (араб. جرف الصخر‎) — город в Ираке, расположенный примерно в 60 км к юго-западу от Багдада. Он находится недалеко от Эль-Мусайиба и примерно в 80 км к востоку от Эль-Фаллуджи. В начале 2014 года в Джурф ас-Сахре проживало около 89 000 жителей, в основном мусульмане-сунниты из племени аль-Джанаби. Бывшие жители теперь в основном являются беженцами в Эль-Фаллудже, Юсуфии, Эль-Мусайибе, а нынешнее население составляет около 15 000 человек.

## История
В 1990-х годах в Джурф ас-Сахре размещался большой военный комплекс, включая объект Аль-Хакум, в то время самый сложный и крупнейший завод по производству биологического оружия в Ираке.
Во время наращивания войск в Ираке в 2007 году Джурф ас-Сахр был одним из первых городов в рамках программы «заинтересованных граждан», в рамках которой местному населению платили за обеспечение безопасности в городе через контрольно-пропускные пункты вдоль его дорог, финансируемую за счёт денег, предоставленных правительством. Приток денег привёл к почти мгновенному снижению насилия в этом районе. Здесь также происходили одни из самых ожесточённых боев во время операции «Иракская свобода». Девять медалей за доблесть были вручены десантникам роты «Апачи» 1-го батальона 501-го парашютно-пехотного полка (Джеронимо) за действия в городе и его окрестностях. Подразделение также было удостоено награды Valorous Unit Award, второй по величине наградой в армии США.
В 2014 году Джурф ас-Сахр был захвачен ИГ.
24 октября 2014 года в этом районе иракские правительственные силы, Силы народной мобилизации и добровольцы при поддержке авиаударов коалиции начали операцию «Ашура», освободив большую часть города. Возвращение города было дополнительно мотивировано необходимостью защитить его до религиозного обряда Ашура и непосредственной близостью шиитского храма в Кербеле.
29 октября 2014 года правительство Бабиля приняло решение изгнать всех жителей Джурф ас-Сахра на восемь месяцев, чтобы удалить многие самодельные взрывные устройства и очистить дома от бомб, заложенных боевиками ИГ. Тогда Силы народной мобилизации при помощи правительственных сил фактически захватили территорию округа и начали вытеснять жителей суннитского вероисповедания из их домов и земель, которые становились после этого собственностью ополчения. Фактически после этого Джурф ас-Сахр превратился в вотчину ополченцев, где количество их штабов и иных объектов на квадратный метр просто зашкаливает. У жителей округа выбор был небольшим — или уйти в лагерь беженцев, или тайная тюрьма, исчезновение без вести и обнаружение в массовом захоронении.
Провинциальный совет Бабиля объявил, что название Джурф ас-Сахр, что означает «скалистый берег», было изменено на Джурф ан-Наср, что означает «берег победы», после победы над ИГ в этом районе. Многие из иракских сил, принимавших участие в освобождении от ИГ, также были участниками шиитских ритуалов в память о мученической смерти имама Хусейна несколькими днями позже.